# Hugh Campbell (3e comte de Loudoun)
Hugh Campbell (c. 1675 - 20 novembre 1731) est un propriétaire terrien, pair et homme d'État écossais.
Avec le comte de Mar, Loudoun est le dernier secrétaire d'État du royaume d'Écosse. Il soutient l'Union avec l'Angleterre de 1707 et est gardien du grand sceau d’Écosse entre 1708 et 1713.

## Jeunesse et famille
Campbell est le fils aîné de James Campbell, 2e comte de Loudoun, par son mariage avec Lady Margaret Montgomerie, fille de Hugh Montgomerie (7e comte d'Eglinton) .
En 1684, il succède à son père en tant que comte de Loudoun, Lord Campbell de Loudoun, et Lord Tarrinzean et Mauchline, ce qui lui donne un siège au Parlement monocaméral d'Écosse dès sa majorité. Bien que son année de naissance ne soit pas connue, on peut l'estimer par le fait qu'il a pris son siège le 8 septembre 1696 et qu'il l'aurait normalement fait à l'âge de vingt et un ans .
Le frère de Loudoun, le colonel John Campbell, est membre whig du parlement de l' Ayrshire avant l'Union de 1707, tout comme un autre frère, Sir James Campbell, après celle-ci. Sir James épouse Lady Jane Boyle, une fille de David Boyle (1er comte de Glasgow), est colonel des Scots Greys et chevalier de l'Ordre du Bain, et est tué à la bataille de Fontenoy (1745). Le fils de son frère James, James Mure-Campbell devient finalement le 5e comte de Loudoun .

## Carrière
En avril 1697, Loudoun est nommé conseiller privé pour l'Écosse. De février 1699 jusqu'à sa mort, il est également lord de session extraordinaire, ayant été nommé à un âge exceptionnellement jeune .
De 1703 à 1705, Loudoun est commissaire au Trésor, puis de 1705 à 1707 secrétaire d'État du Royaume d'Écosse, occupant la fonction conjointement avec John Erskine, comte de Mar, les deux hommes étant les derniers titulaires de cette fonction avant Les Actes d'Union de 1707 créant le Royaume de Grande-Bretagne. En 1706, il est nommé chevalier de l'Ordre du Chardon. À partir de 1707, il est un pair représentant écossais, avec un siège à la Chambre des lords à Westminster .
Loudoun est gardien du grand sceau d’Écosse entre 1708 et 1713. En 1715, il combat à la bataille de Sheriffmuir, prenant le parti du roi George Ier contre les Jacobites .

## Vie privée
Le 6 avril 1700, Loudoun épouse sa cousine, Lady Margaret Dalrymple (c. 1677-1777), une fille de John Dalrymple (1er comte de Stair) et Elizabeth Dundas, fille et héritière de Sir John Dundas de Newliston. Ils ont une fille et un fils :
- Margaret Campbell[4], qui, le 4 août 1728, épouse John Campbell de Shawfield, fils et héritier de Daniel Campbell, mais meurt sans enfant le 7 octobre 1733 [4]
- John Campbell (4e comte de Loudoun) (1705-1782)[1].

Le 7 février 1707, les pairies de Loudoun sont réattribuées par la Couronne, avec de nouveaux reliquats aux héritiers généraux du premier comte, et à défaut aux héritiers mâles. Il meurt le 20 novembre 1731 et est remplacé par son fils John .
Lors d'une visite en Écosse, le Dr Samuel Johnson rencontré la veuve de Loudoun alors qu'elle est âgée et a dit d'elle « J'ai été présenté à deux dames de grande qualité, dont l'une (Lady Loudoun) dans sa quatre-vingt-quatorzième année a présidé à sa table avec le plein l'exercice de tous ses pouvoirs. . ." .